# NGC 4275
NGC 4275 је спирална галаксија у сазвежђу Береникина коса која се налази на NGC листи објеката дубоког неба.
Деклинација објекта је + 27° 37' 16" а ректасцензија 12h 19m 52,6s. Привидна величина (магнитуда) објекта NGC 4275 износи 12,8 а фотографска магнитуда 13,6. Налази се на удаљености од 36,7000 милиона парсека од Сунца. NGC 4275 је још познат и под ознакама UGC 7382, MCG 5-29-58, CGCG 158-73, ARAK 358, IRAS 12173+2753, PGC 39728.